# (5586) 1990 RE6
(5586) 1990 RE6 es un asteroide perteneciente al cinturón de asteroides descubierto el 9 de septiembre de 1990 por Henri Debehogne desde el Observatorio de La Silla, Chile.

## Designación y nombre
Designado provisionalmente como 1990 RE6.

## Características orbitales
1990 RE6 está situado a una distancia media del Sol de 2,375 ua, pudiendo alejarse hasta 2,722 ua y acercarse hasta 2,028 ua. Su excentricidad es 0,146 y la inclinación orbital 3,771 grados. Emplea 1337,16 días en completar una órbita alrededor del Sol.

## Características físicas
La magnitud absoluta de 1990 RE6 es 13,1. Tiene 7,193 km de diámetro y su albedo se estima en 0,167. 